# Audiencia Pública Europea sobre Crímenes Cometidos por Regímenes Totalitarios
Crímenes Cometidos por Regímenes Totalitarios son los informes y actas de la audiencia pública europea organizada por la Presidencia eslovena del Consejo de la Unión Europea (enero-junio de 2008) y la Comisión Europea. La audiencia se organizó en respuesta a la solicitud formulada por el Consejo de Justicia y Asuntos Internos de la Unión Europea el 19 de abril de 2007. Editado por Peter Jambrek y publicado por la Presidencia eslovena del Consejo de Delitos de la Unión Europea, los informes y los procedimientos investigan las violaciones de derechos humanos graves y de gran escala cometidas durante el reinado de los regímenes totalitarios en Europa. El prefacio fue escrito por el ministro esloveno de justicia Lovro Sturm, y la introducción por Jacques Barrot, Vicepresidente de la Comisión Europea de Justicia, Libertad y Seguridad. Los países que participaron fueron: Estonia, Lituania, Rumania, Eslovenia, Polonia y España.
Hubo cuatro sesiones en la Audiencia:

- ¿Cómo mejorar el conocimiento sobre los crímenes totalitarios?
- ¿Cómo promover la conciencia pública sobre los crímenes totalitarios?
- ¿Qué lecciones pueden extraerse de las experiencias exitosas?
- ¿Cómo lograr la reconciliación?

El informe dice lo siguiente acerca de las Máquinas totalitarias:

Vamos a mencionar brevemente el fascismo, el nacionalsocialismo y el titoísmo en Italia, Austria y Eslovenia. Tres naciones cristianas, con tendencias nacionalistas, estaban infectadas con el totalitarismo. La caída en la barbarie tiene elementos estructurales comparables:
- El abuso del sentimiento nacional para llevar a cabo proyectos revolucionarios raciales y de clase;
- Culto a un gran líder, que permite a sus fanáticos asesinar, robar y mentir;
- La dictadura de un partido;
- La militarización de la sociedad, de la policía estatal - todopoderosa policía política secreta;
- El colectivismo, la sujeción de los ciudadanos al Estado totalitario;
- Terrorismo de Estado con abusos sistemáticos de los derechos humanos;
- Toma agresiva del poder y lucha por el territorio.

Esta audiencia pública sobre los regímenes totalitarios fue uno de los antecedentes de la declaración del 23 de agosto como el Día Europeo de Conmemoración de las Víctimas del Estalinismo y el Nazismo.